# Ceracis monocerus
Ceracis monocerus är en skalbaggsart som beskrevs av Lawrence 1967. Ceracis monocerus ingår i släktet Ceracis och familjen trädsvampborrare. Inga underarter finns listade i Catalogue of Life.